# Zhou Long
Zhou Long (Peking, 8 juli 1953) is een Amerikaans componist, muziekpedagoog en pianist van Chinese afkomst.

## Levensloop
Zhou begon op jonge leeftijd met pianoles, maar de Culturele Revolutie stopte zijn muzikale ontwikkeling. Van 1977 tot 1983 studeerde hij compositie bij Wu Zu-qiang aan het Centraal Muziek-Conservatorium (Chinees: 请参考校园黄页) in Peking. Vervolgens studeerde hij compositie bij Wen-Chung Chou, George Edwards en Mario Davidovsky aan de Columbia-universiteit in New York, waar hij in 1993 zijn Doctor of Musical Arts  behaalde.
Zhou ontving studiebeurzen van de American Academy of Arts and Letters, de Guggenheim Foundation, de Rockefeller Foundation en de National Endowment for the Arts. Hij won prijzen voor zijn composities in Mönchengladbach in 1990 voor Ding (Samadhi), in Ville-d'Avray in 1991 voor Dhyana en in Barlow (Kentucky) in 1994 voor Tiang Ling. In 1999 won hij de Adventurous Programming Award van de American Society of Composers, Authors and Publishers (ASCAP).
Van 1983 tot 1985 was hij huiscomponist van het National Broadcasting Symphony Orchestra of China en in 2002 eveneens huiscomponist van het Silk Road Project Festival van het Seattle Symphony Orchestra. Tegenwoordig is hij artistieke directeur van het ensemble Music from China in New York.
Als muziekpedagoog is hij werkzaam als gasthoogleraar voor compositie aan de Universiteit van Missouri-Kansas City. Zhou was in dezelfde functie werkzaam aan het Brooklyn College en aan de Universiteit van Memphis. Hij geeft compositievoordrachten en masterclasses aan universiteiten in China en buiten de Verenigde Staten.
Sinds 1985 is hij gehuwd met de componiste Chen Yi.

## Composities

### Werken voor orkest
- 1981 Fisherman's Song, symfonisch gedicht voor orkest
- 1983 Guang Ling San Symphony, voor orkest
- 1991 King Chu Doffs His Armour, voor pipa en orkest
- 1991 Da Qu, voor slagwerk en orkest (ook in een versie voor slagwerk en Chinees orkest)
  1. San Xu (Prose-Prelude)
  2. Zhong Xu (Middle-Prelude)
  3. Po (Broaching)
- 1992 Tian Ling, voor pipa en klein orkest
- 1994 Beijing Drum (oorspronkelijk: Peking Drum), voor pipa en orkest
- 1995 Poems from Tang, voor strijkkwartet en orkest
  1. Hut Among the Bamboo
  2. Old Fisherman
  3. Hearing the Monk Xun Play the Qin
  4. Song of Eight Unruly Tipsy Poets
- 1999-2000 Concert, voor saxofoon en orkest
- 1999-2000 Out of Tang Court, voor pipa, zheng (Chinees Citer), erhu en orkest
- 2003 The Rhyme of Taigu, voor orkest
- 2004 The Immortal, voor orkest
- 2005 The Enlightened, voor orkest
- Concert, voor tyaiko, pauken en orkest

### Cantates
- 1988 Li Sao Cantata, cantate voor sopraan en klein orkest - tekst: Qu Yuan
- 1990 Shi Jing Cantata, cantate voor sopraan, dwarsfluit, hobo, klarinet, fagot, piano, strijkkwartet en contrabas - tekst: uit het boek der liederen (The Book of Songs)

### Muziektheater

#### Balletten
| Voltooid in | titel                      | aktes | première | libretto | choreografie |
| ----------- | -------------------------- | ----- | -------- | -------- | ------------ |
| 1983        | Dong Shi                   |       |          |          |              |
| 1994        | Flying to Heaven/Butterfly |       |          |          |              |
| 1994        | Hidden Voices              |       |          |          |              |

#### Toneelmuziek
- 1989 Sheng Sheng Man, toneelmuziek voor een dansshow voor sopraan en een Chinees ensemble - tekst: Li Qing-zhao

### Werken voor koren
- 1982 rev.1997 Words of the Sun, voor gemengd koor - tekst: Ai Qing (vertaald door de componist)
- 1997 Two Poems, voor gemengd koor
- 2001 The Future of Fire, voor kinder- of gemengd koor en orkest

### Vocale muziek
- 1979 Ballade of the Sea, zangcyclus voor sopraan en piano - tekst: Tuo Huang
- 1984 Green (vocalise), voor sopraan en pipa (ook in een versie voor sopraan en gitaar)
- 1989 rev.2000 A Poetess' Lament, voor sopraan, pipa, erhu en zheng
- 1991 Pipa Ballad, voor sopraan, pipa en cello - tekst: Bai Ju-yi
- 1995 Konghou Fantasia, voor sopraan, pipa, zheng, erhu en strijkorkest - tekst: Li He
- 2001 Emperor's New Suit, voor bariton en piano - tekst: Yan Li

### Kamermuziek
- 1982 Song of the Ch'in, voor strijkkwartet
- 1983 Valley Stream, voor di zi (Chinees bamboes fluit), guanzi (Chinees hobo), zheng (Chinees Citer) en slagwerk
- 1983 Taiping Drum, voor viool en piano
- 1984 Su, voor dwarsfluit en huqin (ook in een versie voor dwarsfluit, harp/pipa)
- 1984 Green, voor di zi en pipa (ook in een versie voor dwarsfluit/shakuhachi en pipa)
- 1986 The Moon Rising High, voor pipa en ensemble (di zi, yangqin (Chinees tokkelinstrument), zheng, erhu, daruan (Chinees bas-tokkelinstrument), slagwerk)
- 1987 Heng – Eternity, voor di zi, pipa, yangqin, zheng, erhu en slagwerk
- 1987 Soul, voor strijkkwartet
- 1988 Ding (Samadhi), voor klarinet, zheng en contrabas (ook in een versie voor klarinet, contrabas en slagwerk)
- 1989 Variations on "A Poetess' Lament", voor Chinees ensemble en geluidsband
- 1990 Dhyana, voor dwarsfluit, klarinet, viool, cello en piano
- 1991 You Lan, voor erhu en piano
- 1991 Wu Ji, voor zheng, piano en slagwerk
- 1992 Soul, voor pipa en strijkkwartet
- 1992 Secluded Orchid, voor viool, cello en piano (ook in een versie voor pipa, erhu, cello en slagwerk)
- 1993 Wild Grass, voor cello
- 1994 Five Maskers, voor hoorn, 2 trompetten, trombone en tuba
- 1994 The Ineffable, voor dwarsfluit (ook piccolo), pipa, zheng, viool, cello en slagwerk (ook in een versie voor dwarsfluit, zheng en slagwerk)
- 1995 The Ineffable II, voor 2 di zi, cello en 2 slagwerkers
- 1995 Poems from Tang, voor strijkkwartet (ook in een versie voor strijkkwartet en orkest)
- 1996 Metal, Stone, Silk, Bamboo, voor di zi, dwarsfluit (ook piccolo), klarinet (ook basklarinet), viool, cello en slagwerk
- 1996 Sizhu, Silk and Bamboo, voor di zi, xun (Chinees fluit uit kleiaarde), altviool en cello
- 1998 Tales from the Cave, voor huqin en 4 slagwerkers
- 1999 Spirit of Chimes, voor viool, cello en piano
- 2000 Rites of Chimes, voor cello en Chinees ensemble
- 2000 Partita, voor viool en piano
- 2002 Chinese Folk Songs, voor strijkkwartet
- 2003 Harmony, voor strijkkwartet
- 2003 Taigu Rhyme, voor klarinet, viool, cello en 3 slagwerkers
- 2003 The Five Elements, voor dwarsfluit (ook: piccolo en claves), A-klarinet (ook: claves), viool, cello, piano en slagwerk (ook in een versie voor di zi, klarinet, pipa, erhu, cello en slagwerk)
- 2004 Mount a Long Wind, voor di zi, pipa, zheng, erhu en slagwerk

### Werken voor piano
- 1983 Wu Kui
- 1987 Wu Ji, voor piano en geluidsband (ook in een versie voor piano, zheng en slagwerk; of: harp, piano en slagwerk; of: piano en slagwerk)
- 2009 Mongolian Folk-tune Variations

### Werken voor slagwerk
- 1984 Triptych of Bell-Drum Music, voor slagwerk